# Allgemeiner Deutscher Tanzlehrerverband

Anstecker für Träger des Welttanzabzeichens

Allgemeiner Deutscher Tanzlehrerverband e. V. (ADTV) ist eine der weltweit größten Dachorganisationen von Tanzschulen und Tanzlehrern. Er wurde 1922 in Halle (Saale) gegründet und hat seinen Sitz heute in Hamburg. Dem ADTV gehören nach eigenen Angaben rund 850 Tanzschulen und über 3000 Tanzlehrende in Deutschland an (Stand August 2025).
Nach eigenen Angaben ist nur noch die Imperial Society Of Teachers Of Dancing mit ca. 6000 Mitgliedern weltweit deutlich größer.

## Präsidium
- Präsident: Jürgen Ball, Friedrichsdorf im Taunus
- Vizepräsidentin: Martina Trautz, Augsburg
- Schatzmeister: Roland Kruhl, Brühl
- Leiterin der Tanzlehrer-Akademie (TLA): Sarah Steinbauer, München
- Präsident des Wirtschaftsverbands Deutscher Tanzschulunternehmen e. V. (WDTU): Christoph Möller, München
- Sprecherin der Angestellten Tanzlehrer (AT): Andrea Sieck, Diepholz
- Präsidentin des Deutschen Professional Tanzsportverbandes e. V. (DPV): Evelyn Hädrich-Hörmann, Harburg

Das Geschäftsführende Präsidium besteht aus dem Präsidenten, dem Vizepräsidenten, dem Leiter der Tanzlehrer-Akademie und dem Schatzmeister.

## Regionale Gliederung
Regional gliedert sich der ADTV in sieben Regionalverbände, die teilweise mehrere Bundesländer umfassen:
- Nord: Schleswig-Holstein, Mecklenburg-Vorpommern, Hamburg, Niedersachsen, Bremen
- Nordost: Berlin, Brandenburg
- West: Nordrhein-Westfalen
- Mitte: Hessen
- Ost: Sachsen, Sachsen-Anhalt, Thüringen
- Südwest: Saarland, Rheinland-Pfalz, Baden-Württemberg
- Südost: Bayern

## Verbandsstruktur
Neben dem ADTV befasst sich der Wirtschaftsverband Deutscher Tanzschulunternehmen (früher Swinging World e. V.) als Vereinigung der Tanzschulinhaber mit den Belangen der Tanzschulen.
So sind insgesamt folgende Unternehmungen um die Belange der Mitglieder bemüht:
- Allgemeiner Deutscher Tanzlehrerverband e. V. (ADTV): Der ADTV vertritt die gemeinsamen Interessen seiner Mitglieder national und international gegenüber Gesetzgebern, Behörden, anderen Verbänden und Organisationen sowie den Medien und repräsentiert seine eigene Fachkompetenz sowie die seiner Mitglieder auf nationalen und internationalen Veranstaltungen. Er fördert die beruflichen und fachlichen Kenntnisse seiner Mitglieder und achtet auf einen lauteren Wettbewerb.
- Wirtschaftsverband Deutscher Tanzschulunternehmen e. V. (früher: Swinging World e. V.): Die Vereinigung der Tanzschulinhaber nimmt als Interessenverband die allgemeinen, aus der unternehmerischen Tätigkeit erwachsenden ideellen und wirtschaftlichen Interessen aller Tanzschulen im ADTV wahr. Der rechtlich selbständige Verein mit Sitz in Hamburg vertritt die gemeinsamen und allgemeinen Interessen der Tanzschulinhaber im ADTV als Unternehmer und Arbeitgeber national und international gegenüber Gesetzgebern, Behörden, anderen Verbänden, Organisationen, Medien und urheberrechtlichen Verwertungsgesellschaften.
- Tanzlehrer-Akademie TLA: zuständig für alle Themen rund um Aus- und Weiterbildung

## Tanz des Jahres
Der Allgemeine Deutsche Tanzlehrerverband e. V. stellt im Rahmen des Internationalen Tanzlehrerkongresses INTAKO alljährlich einen Tanz des Jahres vor.
| Jahr | Tanz                   |
| ---- | ---------------------- |
| 2019 | Caribbean              |
| 2018 | Bossa-Reggae           |
| 2017 | Discofox               |
| 2016 | Samba                  |
| 2015 | West Coast Swing       |
| 2014 | Wiener Walzer          |
| 2013 | Rumba                  |
| 2012 | Foxtrott und Quickstep |
| 2011 | Discofox               |
| 2010 | Tango                  |